# Mala Daljegošta
Mala Daljegošta är en ort i Bosnien och Hercegovina.   Den ligger i entiteten Republika Srpska, i den östra delen av landet, 100 km öster om huvudstaden Sarajevo. Mala Daljegošta ligger 611 meter över havet och antalet invånare är 131.
Terrängen runt Mala Daljegošta är kuperad. Runt Mala Daljegošta är det ganska tätbefolkat, med 104 invånare per kvadratkilometer.. Närmaste större samhälle är Abdulići, 6,7 km norr om Mala Daljegošta. 
I omgivningarna runt Mala Daljegošta växer i huvudsak lövfällande lövskog.